# Wołodymyr Karanowycz
Wołodymyr Karanowycz, także jako Włodzimierz Karanowicz; ukr. Володимир Каранович (ur. 13 grudnia?/25 grudnia 1899 w Mikołajowie, zm. 24 stycznia 1958 w Buenos Aires) – ukraiński lekarz z tytułem doktora, działacz społeczny i polityczny.

## Życiorys
Urodził się 25 grudnia 1899 w Mikołajowie w rodzinie duchownego greckokatolickiego. Ukończył ukraińskie gimnazjum akademickie we Lwowie w 1917. Służył w szeregach c. i k. armii podczas I wojny światowej i w Ukraińskiej Armii Halickiej podczas wojny polsko-ukraińskiej w stopniu czetara. Przebywał w niewoli polskiej w obozie w Brześciu do 1921. Po odzyskaniu wolności podjął studia medyczne w Wiedniu, które ukończył w Poznaniu w 1926. Od 1927 był członkiem Ukraińskiego Towarzystwa Medycznego we Lwowie. Specjalizował się w radiologii. Praktykował w Szpitalu Uniwersyteckim w Poznaniu (1926–1931), następnie w dziedzinie ogólnej w szpitalu we Lwowie. W ciągu roku 1928 był lekarzem w Stojanowie (województwo lwowskie) i w Stęszewie (województwo poznańskie).
Od 1931 do 1944 pracował w Sanoku. Jako lekarz w tym mieście ordynował w Szpitalu Powszechnym w Sanoku. Pełnił funkcję zastępcy lekarza miejskiego w Sanoku. Z ramienia Miejskiego Urzędu Zdrowia wykonywał badania młodzieży szkolnej. Jako medyk udzielał pomocy lekarskiej wychowankom Towarzystwa Polskiej Ochronki Dzieci Chrześcijańskich. Przed 1939 pracował także w Szkole Handlowej w Sanoku (później Prywatne Koedukacyjne Gimnazjum Kupieckie Związku Nauczycielstwa Polskiego w Sanoku), będąc lekarzem szkolnym. Do 1939 był członkiem Lwowskiej Izby Lekarskiej. Działał w organizacjach ukraińskich w Sanoku, w tym w organizacji „Proswita”. Należał do sanockiego koła Ukraińskiego Zjednoczenia Narodowo-Demokratycznego (UNDO) (innymi działaczami byli adwokaci dr Stepan Wanczycki jako lider, dr Wasyl Bławacki, dr Eugeniusz Szatyński, Leńczyk, sędzia Jan Bełej oraz lekarz Łemiszko. W 1934 kierował Towarzystwem Muzealnym „Łemkowszczyzna” w Sanoku (wówczas Ukraińcy w Sanoku przystąpili do budowy ludowego). W latach 30. kierował ukraińskim Narodnym Domem w Sanoku.
Był określany mianem zażartego Ukraińca. W latach 30. XX w. w Sanoku był przypisany do adresu ulicy Jana III Sobieskiego 6.
Po wybuchu II wojny światowej, klęsce polskiej wojny obronnej i wkroczeniu Niemców do Sanoka, nowym burmistrzem miasta mianowanym przez okupantów został dr Stepan Wanczycki, a w skład ukraińskiego zarządu miejskiego weszli dr Wołodymyr Karanowycz, dr Wasyl Bławacki i Stepan Car. W trakcie okupacji niemieckiej ziem polskich Karanowycz nadal mieszkał i ordynował w sanockim szpitalu. Sprawował stanowisko lekarza powiatowego w Sanoku ((Haupt)Kreisarzt), będąc przypisanym do adresu Sobieskistrasse 2.
Wraz z nadejściem frontu wschodniego latem 1944 i w czasie wycofywania się Niemców wyjechał z Sanoka. Trafił do Wiednia, gdzie został pracownikiem naukowym w charakterze asystenta w Centralnym Instytucie Radiologicznym do 1946. W 1947 wyemigrował do Argentyny. Początkowo pracował jako lekarz w prowincji Formosa, później od 1957 w Buenos Aires. Publikował prace w literaturze medycznej.
Zmarł 24 stycznia 1958 w Buenos Aires. Został pochowany na tamtejszym Cmentarzu La Chacarita.
Jego żoną została Kateryna Sterniuk (1905–1988), a ich dziećmi byli Ihor (1930–1976) i Natalija (1937–).